# لئون کرویزات

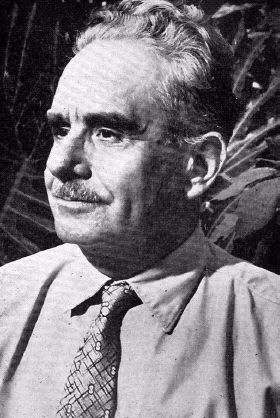
لئون کرویزات (۱۹۶۴)

لئون کامیل ماریوس کرویزات (انگلیسی: Léon Camille Marius Croizat)، یک محقق و گیاه‌شناس فرانسوی-ایتالیایی بود که یک سنتز فرگشت هدفمند از فرگشت شکل زیست‌شناسی در محیط، در زمان ایجاد کرد که آن را پان‌زیست‌جغرافیا (panbiogeography) نامید.

## زندگی
کرویزات در تورینو، ایتالیا در خانواده ویتوریو کرویزات (معروف به ویکتور کرویزات) و ماریا (ماری) چالی، که از چامبری (Chambéry)، فرانسه به تورین مهاجرت کرده 
بودند، متولد شد. لئون علی‌رغم استعداد زیادش برای علوم طبیعی، تحصیل کرد و از دانشگاه تورین مدرک حقوق گرفت.
کرویزات و خانواده‌اش (همسر لوسیا و دو فرزند) در سال ۱۹۲۴ به ایالات‌متحده مهاجرت کردند. لئون که یک هنرمند مشتاق بود، چندین سال در فروش آثار هنری خود کار کرد، اما پس از سقوط بازار سهام در سال ۱۹۲۹ نتوانست از نظر اقتصادی به‌عنوان یک هنرمند شاغل موفق شود. در طول دهه ۱۹۳۰، کرویزات شغلی را پیدا کرد که گیاهان را به‌عنوان بخشی از فهرست توپوگرافی انجام شده در پارک‌های عمومی شهر نیویورک پیدا کرد. در بازدیدهایش از باغ گیاه‌شناسی برانکس، با دکتر ای دی مریل آشنا شد. هنگامی که مریل در سال ۱۹۳۶ به‌عنوان مدیر درختستان آرنولد (Arnold Arboretum) دانشگاه هاروارد منصوب شد، لئون را به‌عنوان دستیار فنی استخدام کرد (در سال ۱۹۳۷).
کرویزات به یک دانش‌آموز و ناشر پرکار تبدیل شد و جنبه‌های مهمی از توزیع و فرگشت گونه‌های زیستی را مطالعه کرد. در این زمان بود که او شروع به تدوین جریان فکری جدیدی در نظریه فرگشتی کرد که از برخی جهات با داروینیسم مخالف بود، در مورد فرگشت و پراکندگی موجودات زنده در محیط، در طول زمان.
در سال ۱۹۴۷، کرویزات پس از دریافت دعوت از گیاه‌شناس هنری پیتیر به ونزوئلا نقل مکان کرد. کرویزات سپس در دانشکده دپارتمان زراعت دانشگاه مرکزی ونزوئلا سمتی را به دست آورد. در سال ۱۹۵۱ ترفیع یافت و عنوان پروفسور گیاه‌شناسی و بوم‌شناسی در دانشگاه آند ونزوئلا به او اعطا شد. بین سالهای ۱۹۵۱ و ۱۹۵۲  او در اکسپدیشن فرانسه-ونزوئلا برای کشف منابع رودخانه اورینوکو شرکت کرد. کرویزات در اکسپدیشن به‌عنوان گیاه‌شناس با پروفسور خوزه ماریا کراکسنت خدمت کرد.
کرویزات در دوران اقامت خود در ونزوئلا از همسر اول خود طلاق گرفت. کرویزات بعداً با همسر دومش کاتالینا کریشابر، یک مهاجر مجارستانی ازدواج کرد. در سال ۱۹۵۳، کرویزات تمام موقعیت‌های آکادمیک رسمی را رها کرد تا به‌طور تمام وقت به تحقیق در زمینه زیست‌شناسی بپردازد. کرویزات و همسرش کاتالینا تا سال ۱۹۷۶ در کاراکاس زندگی کردند. در سال ۱۹۷۶ آنها به‌عنوان اولین مدیران "Jardin Botanico Xerofito" در کورو، شهری در حدود ۴۰۰ کیلومتری غرب کاراکاس، مسئولیت خود را بر عهده گرفتند. Jardin Botanico Xerofito یک باغ گیاه‌شناسی بود که آنها با هم تأسیس کردند. کرویزات و کاتالینا شش سال برای تأسیس Jardin Botanico Xerofito کار کردند.

کرویزات در ۳۰ نوامبر ۱۹۸۲ در کورو بر اثر حمله قلبی درگذشت. کرویزات در طول زندگی خود حدود ۳۰۰ مقاله علمی و هفت کتاب منتشر کرده است که بیش از ۱۵۰۰۰ صفحه چاپ شده است. او توسط ونزوئلا با نشان لیاقت هانری پیتیه در حفاظت و توسط دولت ایتالیا با نشان شایستگی تجلیل شد. کرویزات با نام علمی گونه‌ای از مارمولک‌ها (Panopa croizati) یاد می‌شود. چندین گونه گیاهی و جانوری (و یک جنس) به نام کرویزات نامگذاری شده‌اند.

## مفاهیم
پان‌زیست‌جغرافیا رشته‌ای مبتنی بر تجزیه و تحلیل الگوهای توزیع موجودات است. این روش توزیع‌های جغرافیایی زیستی را از طریق ترسیم مسیرها تجزیه و تحلیل می‌کند و اطلاعات را از شکل و جهت آن مسیرها استخراج می‌کند. مسیر خطی است که محل‌های مجموعه یا مناطق جدا از یک تاکسون خاص را به‌هم متصل می‌کند. چندین مسیر منفرد برای گروه‌های غیرمرتبط از جانداران یک مسیر تعمیم‌یافته (استاندارد) را تشکیل می‌دهند، که در آن اجزای منفرد تکه‌های باقی‌مانده‌ای از یک جانور اجدادی و گسترده‌تر هستند که توسط تغییرات زمین‌شناسی و یا آب‌وهوایی تکه‌تکه شده‌اند. یک گره از تقاطع دو یا چند مسیر تعمیم یافته به‌وجود می‌آید 
در تئوری گراف، یک مسیر معادل یک درخت پوشا حداقلی است که تمام محلات را با کوتاه‌ترین مسیر به‌هم متصل می‌کند.
برای توضیح توزیع‌های منفصل، کرویزات وجود نیاکان گسترده‌ای را پیشنهاد کرد که دامنه خود را در طول دوره‌ای از تحرک و به‌دنبال آن فرآیند شکل‌گیری در یک جبهه گسترده ایجاد کردند. گسست‌ها به‌عنوان انقراض در محدوده قبلی پیوسته توضیح داده می شوند. فرگشت هدفمند اصطلاحی است که کرویزات به کار می‌برد، به تعبیر او «... به معنای مکانیکی محض»، که اشاره به این واقعیت دارد که تنوع در شکل محدود و مقید است. کرویزات فرگشت جاندار را تابعی از زمان، مکان و فرم می‌دانست. از بین این سه عامل اساسی، محیط همان چیزی است که جغرافیای زیستی در درجه اول به آن توجه دارد. با این حال، مکان لزوماً با زمان و فرم در تعامل است، بنابراین این سه عامل یکی از نگرانی‌های زیست جغرافیایی هستند. به بیان دیگر، زمانی که فرگشت به‌وسیله محدودیت‌های رشدی یا محدودیت‌های تبارزایی هدایت می‌شود، فرگشت هدفمند است.
اگرچه نویسندگان متعلق به تشکیلات پراکنده [توضیحات لازم] مشارکت‌های کرویزات را رد کرده‌اند، دیگران کرویزات را یکی از اصیل‌ترین متفکران زیست‌شناسی تطبیقی مدرن می‌دانند، که مشارکت‌هایش پایه و اساس ترکیب جدیدی را بین علوم زمین و زیست فراهم کرد. پان‌زیست‌جغرافیا به‌عنوان یک برنامه تحقیقاتی سازنده در جغرافیای زیستی تاریخی تأسیس شد 

## آثار برگزیده
- کتابچه راهنمای جغرافیای گیاهی یا گزارشی از پراکندگی گیاهان در سراسر جهان. Junk, The Hague, ۱۹۵۲. ۶۹۶ pp.
- پان‌زیست‌جغرافیا یا ترکیبی مقدماتی از جغرافیای جانوری، جغرافیای گیاهی، زمین‌شناسی؛ با یادداشت‌هایی در مورد فرگشت، سازگان‌شناسی، بوم‌شناسی، انسان‌شناسی، و غیره. منتشر شده توسط نویسنده، کاراکاس، ۱۹۵۸. ۲۷۵۵ pp.
- اصول گیاه‌شناسی یا آغاز گیاه‌شناسی. منتشر شده توسط نویسنده، کاراکاس، ۱۹۶۱. ۱۸۲۱ pp.
- محیط، زمان، فرم: سنتز زیست‌شناسی. منتشر شده توسط نویسنده، کاراکاس، ۱۹۶۴. ۸۸۱ pp
- کرویزات, ال (۱۹۸۲). «ویکاریانس/ویکارییسم، پان‌زیست‌جغرافیا، «جغرافیای زیستی معاونت،» و غیره: یک توضیح». جانورشناسی سازگان‌شناسی ۳۱ (۳): ۲۹۱-۳۰۴. doi: ۱۰.۲۳۰۷/۲۴۱۳۲۳۶. JSTOR ۲۴۱۳۲۳۶.